# 소년신탐적인걸
소년신탐적인걸(중국어 간체자: 少年神探狄仁杰, 정체자: 少年神探狄仁傑, 병음: shào nián shén tàn dí rén jié 샤오니엔선탄디런지에[*], 한자음: 소년신탐적인걸, 영어: Young Sherlock)은 황종택, 척미, 마천우 주연의 TV 드라마이다. 대만출신의 배우 겸 제작자 임심여가 제작을 맡았으며 총 40부작이다.
당나라의 천재 명탐정 적인걸의 이야기를 다룬 작품으로 한국에서는 중화TV를 통해 《적인걸》이라는 제목으로 2015년 2월 9일 첫방송을 시작하였다.

## 내용
서기 653년 중국 당나라를 배경으로 기괴한 사건과 죽음을 풀어내는 수사관 적인걸의 활약상을 그렸다.

## 등장인물
- 황종택(黃宗澤) : 적인걸(狄仁傑) 역
- 척미(戚薇) : 이완청(李婉青) 역
- 마천우(馬天宇) : 왕원방(王元芳) 역
- 손효효(孫驍驍) : 동몽요(童夢瑶) 역
- 임심여(林心如) : 측천무후(武則天) 역
- 원홍(袁弘) : 당 고종(唐高宗) 역
- 이립군(李立群) : 이승도(李承道) 역
- 요경생(廖京生) : 적지손(狄知逊) 역
- 시대생(施大生) : 왕우인(王佑仁) 역
- 구상(邱爽) : 이보(二寶) 역
- 서정운(徐正運) : 두가(杜柯) 역

## 주제가
- 여는 곡 : 황종택...《청풍소 聽風嘯》
- 삽입 곡 : 구상,손효효...《염홍안 念红颜》
- 삽입 곡 : 마천우... 《낙화 落花》
- 닫는 곡 : 척 미...《배니천애 陪你天涯》